# Andrea Murillo
Andrea Macarena Murillo Neumann (Arica, 14 de julio de 1973) es una psicóloga y política chilena. Entre marzo de 2014 y agosto de 2015 se desempeñó como gobernadora de la provincia de Arica.

## Biografía

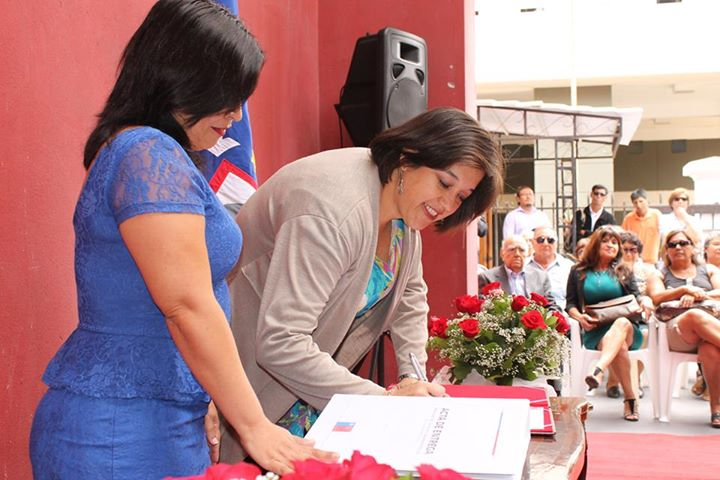
Murillo en su asunción como gobernadora de Arica.

Nació en Arica, el 14 de julio de 1973. Es hija de Víctor Murillo y Augusta Neumann.
Estudio psicología en la Universidad de Tarapacá.
Trabajó en la Fundación Prodemu (1995-1996) y en el Fondo de Solidaridad e Inversión Social, como coordinadora de proyectos, encargada de programas y como jefa del Departamento de Desarrollo Institucional.
Desde el año 2005, y durante dos períodos, fue consejera regional de la naciente Región de Arica y Parinacota.
Fue subdirectora de Desarrollo Comunitario en la Municipalidad de Arica y también fue ex presidenta regional de la Democracia Cristiana
Ha desarrollado su carrera profesional vinculada al fomento del desarrollo local, planificación territorial, gestión y formulación de proyectos, entre otros temas.
El 11 de marzo de 2014 fue designada gobernadora de la provincia de Arica por la presidenta Michelle Bachelet. Durante el ejercicio de este último cargo se dictó una sentencia en contra del fisco por tutela y acoso laboral, la cual obligó al Estado a capacitar a los funcionarios de la gobernación provincial después de la resolución del juzgado de letras de Arica. Dicha denuncia involucró a Murillo aunque la gobernadora no emitió declaraciones públicas al respecto.

### Campaña municipal de 2016
Durante agosto de 2015 presentó su renuncia a la presidenta de la República Michelle Bachelet para comenzar su campaña a la alcaldía de Arica en las elecciones municipales de 2016. y no incumplir con la norma de precedencia de un año para cargos de elección popular, además de las instrucciones expresas de La Moneda para los candidatos municipales.
Fue candidata en las primarias municipales de 2016 desarrolladas por primera vez bajo el alero del Servicio Electoral, en las cuales triunfó y fue automáticamente nominada como candidata a alcaldesa.

## Historial electoral

### Primarias municipales de la Nueva Mayoría de 2016
- Primarias municipales para candidato a alcalde de la Nueva Mayoría en Arica

| #                                                   | Candidato                                           | Partido                                             | Votos  | %       | Resultado |
| --------------------------------------------------- | --------------------------------------------------- | --------------------------------------------------- | ------ | ------- | --------- |
| 5.                                                  | Dolores Paz Cautivo Ahumada                         | PCCh                                                | 1038   | 19,91%  |           |
| 6.                                                  | Miguel Ángel Leiva Pizarro                          | PPD                                                 | 820    | 15,73%  |           |
| 7.                                                  | Andrea Murillo Neumann                              | PDC                                                 | 1585   | 30,40%  | Nominada  |
| 8.                                                  | Sandra Negretti Castro                              | PS                                                  | 1539   | 29,52%  |           |
| 9.                                                  | Darío Ansel Pinto Estay                             | IC                                                  | 232    | 4,45%   |           |
| Votos válidamente emitidos (primaria Nueva Mayoría) | Votos válidamente emitidos (primaria Nueva Mayoría) | Votos válidamente emitidos (primaria Nueva Mayoría) | 5214   | 100%    |           |
| Votos válidamente emitidos (total de primarias)     | Votos válidamente emitidos (total de primarias)     | Votos válidamente emitidos (total de primarias)     | 9439   | 92,71%  |           |
| Votos nulos                                         | Votos nulos                                         | Votos nulos                                         | 533    | 5,24%   |           |
| Votos en blanco                                     | Votos en blanco                                     | Votos en blanco                                     | 209    | 2,05%   |           |
| Total de votos                                      | Total de votos                                      | Total de votos                                      | 10 181 | 100,00% |           |

### Elecciones municipales de 2016
- Elecciones municipales de 2016, para Alcalde de Arica[10]

| Candidato                  | Pacto                        | Partido | Votos  | %     | Resultado |
| -------------------------- | ---------------------------- | ------- | ------ | ----- | --------- |
| Gerardo Espíndola Rojas    | Alternativa Democrática      | PL      | 11 558 | 24.52 | Alcalde   |
| Rodrigo Cuevas Troncoso    | Independiente                | IND     | 11 424 | 24.24 |           |
| José Durana Semir          | Chile Vamos                  | UDI     | 10 056 | 21.33 |           |
| Andrea Murillo Neumann     | Nueva Mayoría                | DC      | 6601   | 14.0  |           |
| José Lee Rodríguez         | Poder Ecologista y Ciudadano | POD     | 2995   | 6.35  |           |
| Christian Álvarez Mancilla | Independiente                | IND     | 1248   | 2.65  |           |
| Andrea Pérez Cortés        | Unidos Resulta en Democracia | URD     | 998    | 2.12  |           |
| Bernardo Olivos Azúa       | Independiente                | IND     | 799    | 1.7   |           |
| Marcos Navarro Argandoña   | Chile Quiere Amplitud        | AMP     | 497    | 1.05  |           |
| Aníbal Díaz González       | Pueblo Unido                 | PI      | 484    | 1.03  |           |
| Gabriel Álamo Álamo        | Independiente                | IND     | 477    | 1.01  |           |

### Elecciones parlamentarias de 2017
- Elecciones parlamentarias de 2017, candidato a diputado por el distrito 1 (Arica, Camarones, General Lagos y Putre)[11]

| Candidato               | Pacto                    | Partido | Votos  | %    | Resultado |
| ----------------------- | ------------------------ | ------- | ------ | ---- | --------- |
| Vlado Mirosevic Verdugo | Frente Amplio            | PL      | 24 172 | 34.1 | Diputado  |
| Nino Baltolu Rasera     | Chile Vamos              | UDI     | 9225   | 13.0 | Diputado  |
| Rodrigo Cuevas Troncoso | Por Todo Chile           | IND-PRO | 8798   | 12.4 |           |
| Luis Rocafull López     | La Fuerza de la Mayoría  | PS      | 6404   | 9.0  | Diputado  |
| Iván Paredes Fierro     | La Fuerza de la Mayoría  | IND-PS  | 5123   | 7.2  |           |
| Marcelo Zara Pizarro    | Chile Vamos              | EVO     | 3358   | 4.7  |           |
| Carolina Videla Osorio  | La Fuerza de la Mayoría  | PCCh    | 2620   | 3.7  |           |
| Andrea Murillo Neumann  | Convergencia Democrática | DC      | 1523   | 2.1  |           |